# Bristol 603
La 603 è un'autovettura prodotta dalla Bristol dal 1976 al 1982. Dalla 603 sono derivati tre altri modelli, la Britannia, la Brigand e la Blenheim, prodotti, rispettivamente, dal 1982 al 1993 (i primi due) e dal 1993 al 2008 (la Blenheim). La 603 stata offerta con un solo tipo di carrozzeria, berlina due porte.

## La 603
Con la 603, introdotta un anno dopo la 412, la Bristol eseguì il primo restyling importante dall'introduzione della 406, che era datata fine anni cinquanta. La classica linea a tre volumi delle berline Bristol fu sostituita da un design più aerodinamico caratterizzato dalla presenza di un lunotto più grande e più curvo. Inoltre, la casa automobilistica britannica predispose più spazio interno per i passeggeri, che fu superiore a quello dei modelli Bristol precedenti. In aggiunta, venne rivisto lo stile delle maniglie delle portiere.
La 603, presentata in occasione del Salone di Londra 1976, venne offerta in due versioni differenti, che furono progettate con un occhio alla situazione di mercato scaturita dalla crisi energetica del 1973. Infatti, i prezzi dei carburanti salirono molto, e quindi i progettisti studiarono degli accorgimenti volti al contenimento dei consumi. Le due versioni del modello furono la 603E e la 603S. La prima aveva installato un motore V8 da 5.211 cm³ di cilindrata, mentre la 603 S aveva montato un più grande propulsore da 5,9 L. La novità più importante della motorizzazione della 603 fu il consumo di carburante, che fu abbassato. Infatti, mentre la 603 consumava 13 L/100 km a 100 km/h, la 411 aveva un consumo di carburante di 17 L/100 km. La 603 conservò la stessa trasmissione e le medesime sospensioni della 411. La lussuosità dell'abitacolo fu però migliorata con l'installazione dell'aria condizionata e di sedili regolabili elettricamente.

## La 603S2
Con la 603S2, ed a seguito della mitigazione degli effetti della crisi energetica, tutte le Bristol ebbero in dotazione il motore da 5,9 L. Inoltre, venne aggiornata la calandra.

## La Britannia e la Brigand (603S3)

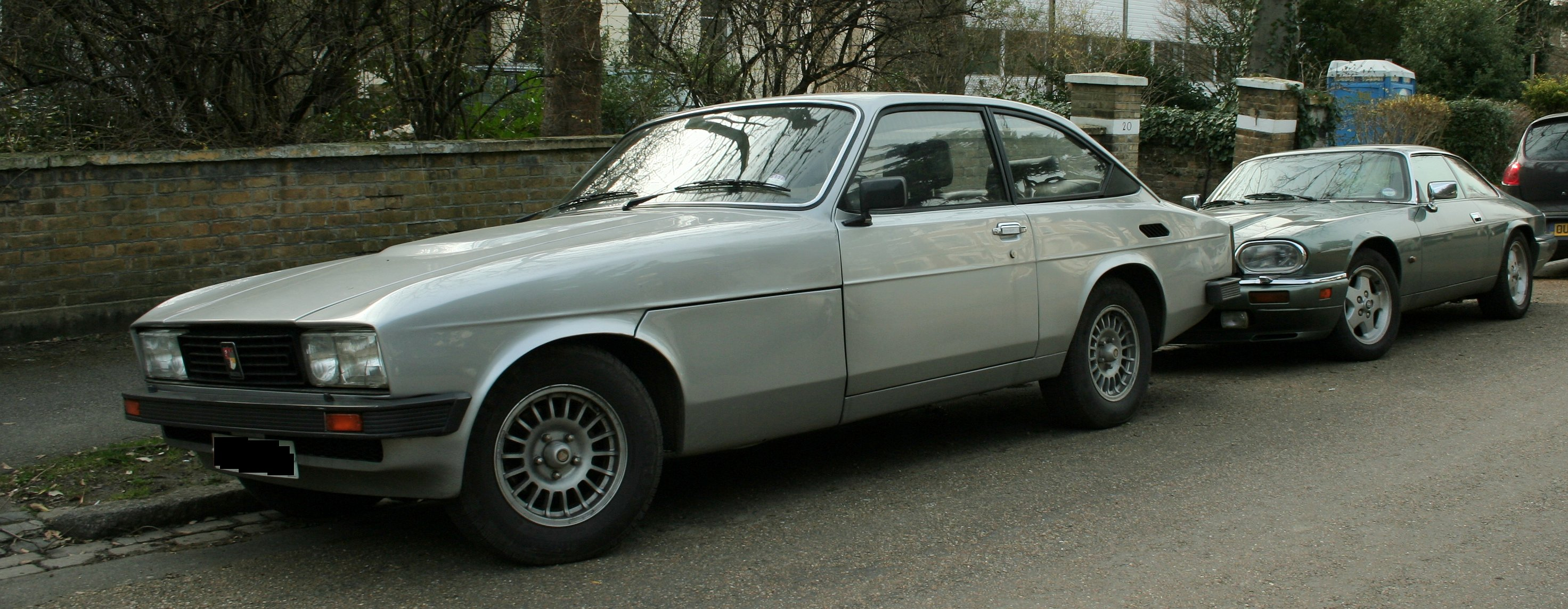
Una Bristol Brigand

La terza serie della 603, introdotta nel 1982 (la presentazione avvenne al Salone di Birmingham di quell'anno) e prodotta fino al 1994, vide la Bristol adottare per la prima volta i nomi degli aeroplani della Bristol Aeroplane Company per i propri modelli di autovettura. Con questa serie, venne rimpicciolita la calandra e furono installati degli specchietti retrovisori più moderni. Inoltre, furono previsti dei fanali posteriori verticali.
Entrambe montavano un V8 Chrysler di 5,9 litri, la Britannia in versione aspirata, mentre la Brigand in versione sovralimentata (in quest'ultimo caso accoppiato ad un convertitore di coppia). La Brigand era in grado di raggiungere una velocità massima di 241 km/h (contro i 225 km/h della Britannia) ed era distinguibile dalla Britannia per la presenza di un rigonfiamento del cofano che era necessario per accogliere il turbocompressore Rotomaster. Inoltre, la Brigand aveva installato di serie i cerchioni in lega.
Durante il periodo in cui i due modelli furono prodotti, vennero applicati molti cambiamenti ed aggiornamenti, soprattutto sull'aspetto della parte anteriore della vettura.

## La Bristol Blenheim (603 S4)

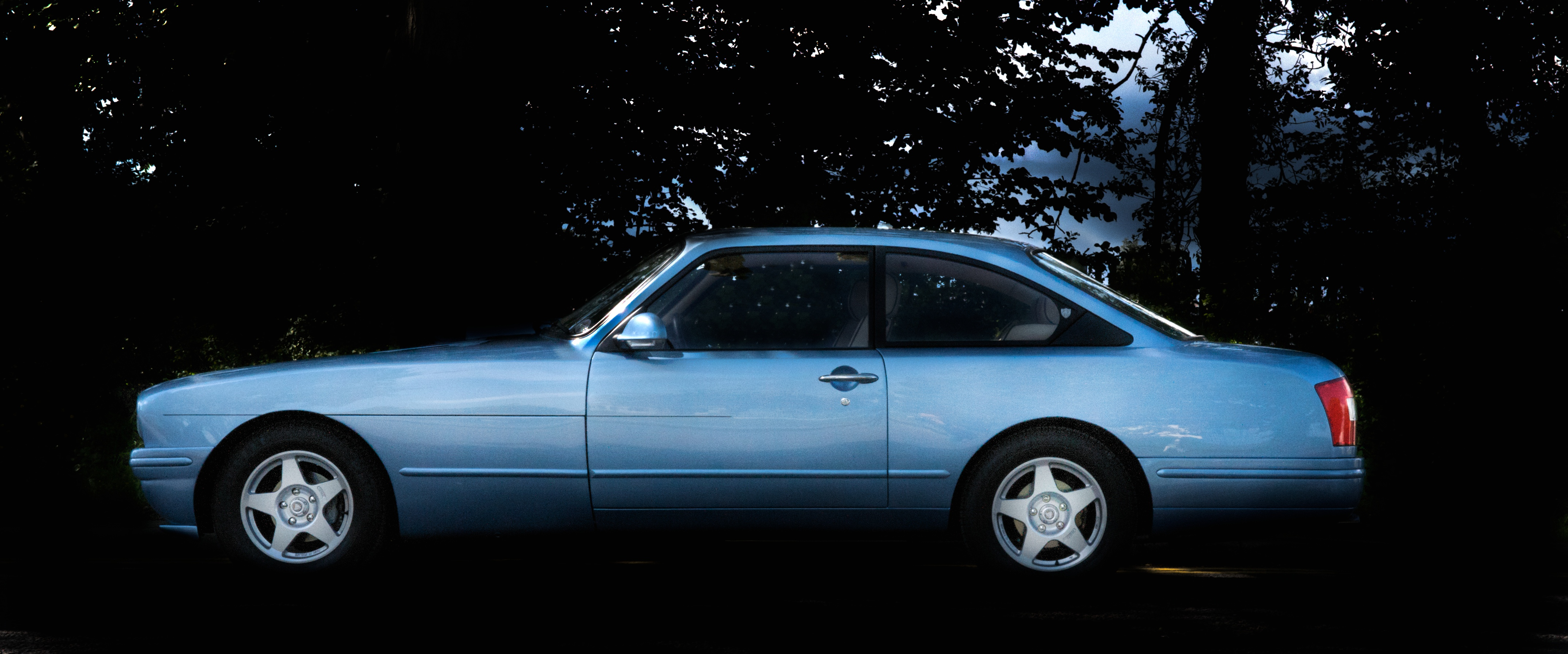
Una Bristol Blenheim

Con la Blenheim, la Bristol affinò ulteriormente al 603. In particolare, revisionò la meccanica del veicolo anche attraverso l'installazione di un sistema ad iniezione multipoint, che migliorò le prestazioni ed i consumi. La sovralimentazione non fu più disponibile, anche se la Blenheim Serie 1 conservò le prestazioni della Brigand.
Con l'introduzione della Blenheim ci fu un significativo cambiamento dello stile del muso e della coda della vettura. I fanali anteriori ed il cofano vennero rivisti.
La Blenheim fu prodotta anche in altre due generazioni. La Serie 2, prodotta dal 1998 al 1999, ebbe in dotazione un cambio automatico a quattro rapporti con overdrive, che migliorò sostanzialmente il consumo di carburante. Con la Serie 3, che è stata in produzione dal 2000 al 2008, ci fu l'abbandono dei fanali posteriori verticali. Inoltre, la nuova generazione ebbe in dotazione dei nuovi interni, un nuovo selettore del cambio ed una strumentazione migliorata.